# Ashland (Oklahoma)
Ashland es un pueblo ubicado en el condado de Pittsburg en el estado estadounidense de Oklahoma. En el año 2010 tenía una población de 66 habitantes y una densidad poblacional de 132 personas por km².

## Geografía
Ashland se encuentra ubicado en las coordenadas 34°46′5″N 96°4′11″O / 34.76806, -96.06972 (34.768133, -96.069752).

## Demografía
Según la Oficina del Censo en 2000 los ingresos medios por hogar en la localidad eran de $30,833 y los ingresos medios por familia eran $30,417. Los hombres tenían unos ingresos medios de $24,375 frente a los $0 para las mujeres. La renta per cápita para la localidad era de $6,981. Alrededor del 19.2% de la población estaban por debajo del umbral de pobreza.